# Jana Preissová

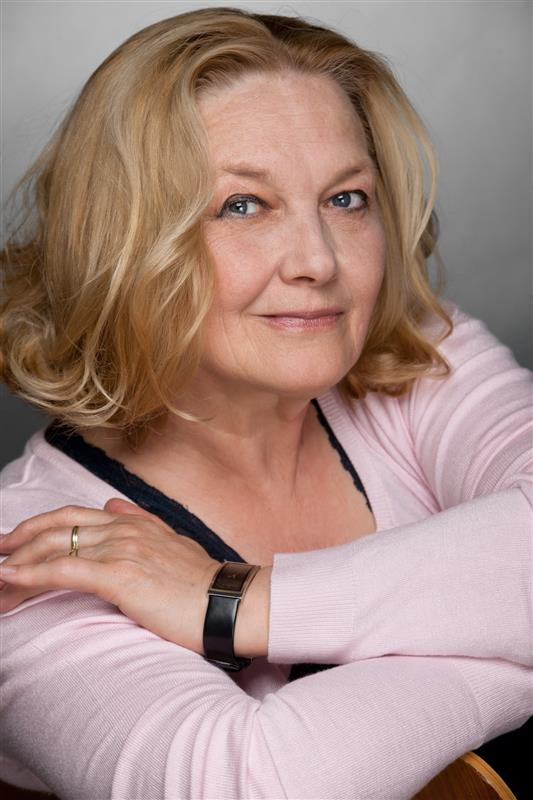
Jana Preissová (2013)

Jana Preissová, geb. Drchalová, (* 7. Februar 1948 in Rokycany) ist eine tschechische Schauspielerin.

## Leben
Jana Preissová studierte nach dem Schulabschluss bis 1970 an der Akademie der musischen Künste in Prag. Anschließend war sie bis 1990 im Prager Theater Divadlo Na zábradlí als Schauspielerin tätig, daneben trat sie auch umfangreich als Filmschauspielerin in Erscheinung. Ab 1990 wirkte sie am Nationaltheater Prag. Außerdem gab sie Unterricht am Konservatorium. Ihre Schülerinnen waren u. a. Kateřina Winterová und Zuzana Vejvodová.
Dem deutschen Publikum wurde Jana Preissová unter anderem durch ihre Hauptrolle als Ballett tanzende Mutter Anna in den beiden Kinderfilmen Wie man einem Wal den Backenzahn zieht (1977) und Wie man den Vater in die Besserungsanstalt bekommt (1978) bekannt. Als Schauspielerin vor der Kamera wirkte sie bis zum Jahr 2023 in über 90 Film-und-Fernsehproduktionen mit.
Im deutschsprachigen Raum wurde Preissová unter anderem von Petra Kelling und Friederike Aust synchronisiert.
Ursprünglich sollte Preissová in dem Märchenfilm Drei Haselnüsse für Aschenbrödel die Hauptrolle des Aschenbrödels spielen. Da sie allerdings noch vor Drehbeginn schwanger wurde, erhielt dann letztendlich Libuše Šafránková die Rolle.
Sie ist seit 1969 mit dem Schauspieler Viktor Preiss (* 1947) verheiratet. Ihr gemeinsamer Sohn Martin Preiss (* 1973) ist ebenfalls als Schauspieler tätig.

## Filmografie (Auswahl)
- 1968: Launischer Sommer (Rozmarné léto)
- 1970: Die sechs Ausreißer (Šest uprchlíků)
- 1972: Hochzeit ohne Ring (Svatba bez prstýnku)
- 1973: Das Geheimnis des goldenen Buddhas (Tajemství zlatého Buddhy)
- 1974: Das Mädchen hieß Pavlinka (Pavlínka)
- 1977: Wie man einem Wal den Backenzahn zieht (Jak vytrhnout velrybě stoličku)
- 1978: Eine Geschichte von Liebe und Ehre (Příběh lásky a cti)
- 1978: Wie man den Vater in die Besserungsanstalt bekommt (Jak dostat tatínka do polepšovny)
- 1983: Das Blaue vom Himmel (Modré z nebe)
- 1984: Ein Haus mit tausend Gesichtern (My všichni školou povinní)
- 1984: Das fremde Mädchen (Cizí holka)
- 1990: Täter unbekannt (Fernsehserie, 1 Folge)
- 1992: Das Kollier